# Brug 1726
Brug 1726 is een bouwkundig kunstwerk in Amsterdam-Noord.
Van 1983 tot 1990 eindigde de IJdoornlaan aan de westkant op de Banne Buikslootlaan (zuid) en Westerlengte (noord); die T-kruising lag op een dijklichaam om aan te sluiten op de Westerlengtebrug. In de jaren tachtig werd binnen de gemeente Amsterdam besloten dat de IJdoornlaan een aansluiting moest krijgen met de nog af te bouwen Ringweg-Noord. Ter plaatse was dat niet mogelijk door de woonwijk Banne Buiksloot. Daarom werd er voor gekozen de IJdoornlaan nog een stukje naar het westen te verlengen en op te hogen en pas voorbij het water de Nieuwe Gouw naar het noorden te laten gaan om een aansluiting te maken bij wat de IJdoornlaanbrug zou worden. Vanwege gescheiden verkeersstromen werd die IJdoornlaan inderdaad verhoogd in het landschap aangelegd; hetgeen indirect betekende dat er kunstwerken gebouwd moesten worden voor het onderliggende langzame verkeer. Daartoe kwamen bruggen brug 1724 (rond 2011 gesloopt), Blazerpadbrug (1725) en brug 1727. Brug 1726 wijkt daarin af; het werd de brug die over de Nieuwe Gouw werd gelegd. Als uitvalsbasis werd een fietspad gebruikt dat vanaf de woonwijk zo de al dan niet met zand opgespoten landerijen in liep richting Sportpark Kadoelen, maar niet genoemd water overstak.
De Nieuwe Gouw is een relatief brede watergang; ze dient voor afvoer van overtollig water naar de Kadoelerbreek met haar Gemaal Kadoelen. Andersom moet het gemaal ook wel eens bijspringen als de waterstand voor de landerijen te laag is. Er moest dus een vrij brede betonnen vaste brug gebouwd worden in een verder drassig land. Daar waar de andere genoemde bruggen een korte overspanning (nodig) hebben, moest hier meer dan zestig meter overspannen worden. De vier bruggen kregen een gelijk uiterlijk. Ze werden ontworpen door Dirk Sterenberg, zelfstandig architect vanuit Hoorn (Noord-Holland). Hij liet hier zijn signatuur achter in de afgeronde randplaten en dito borstweringen; hij paste dit toe in talloze bruggen. Opdracht kwam van Stadsdeel Amsterdam-Noord.
Brug 1726 kwam in oktober 2022 in het Amsterdamse nieuws van AT5. Een auto was door de leuning geschoten en in het water gevallen; van de auto was niets meer over. De bestuurder was al vertrokken toen het voertuig gevonden werd.

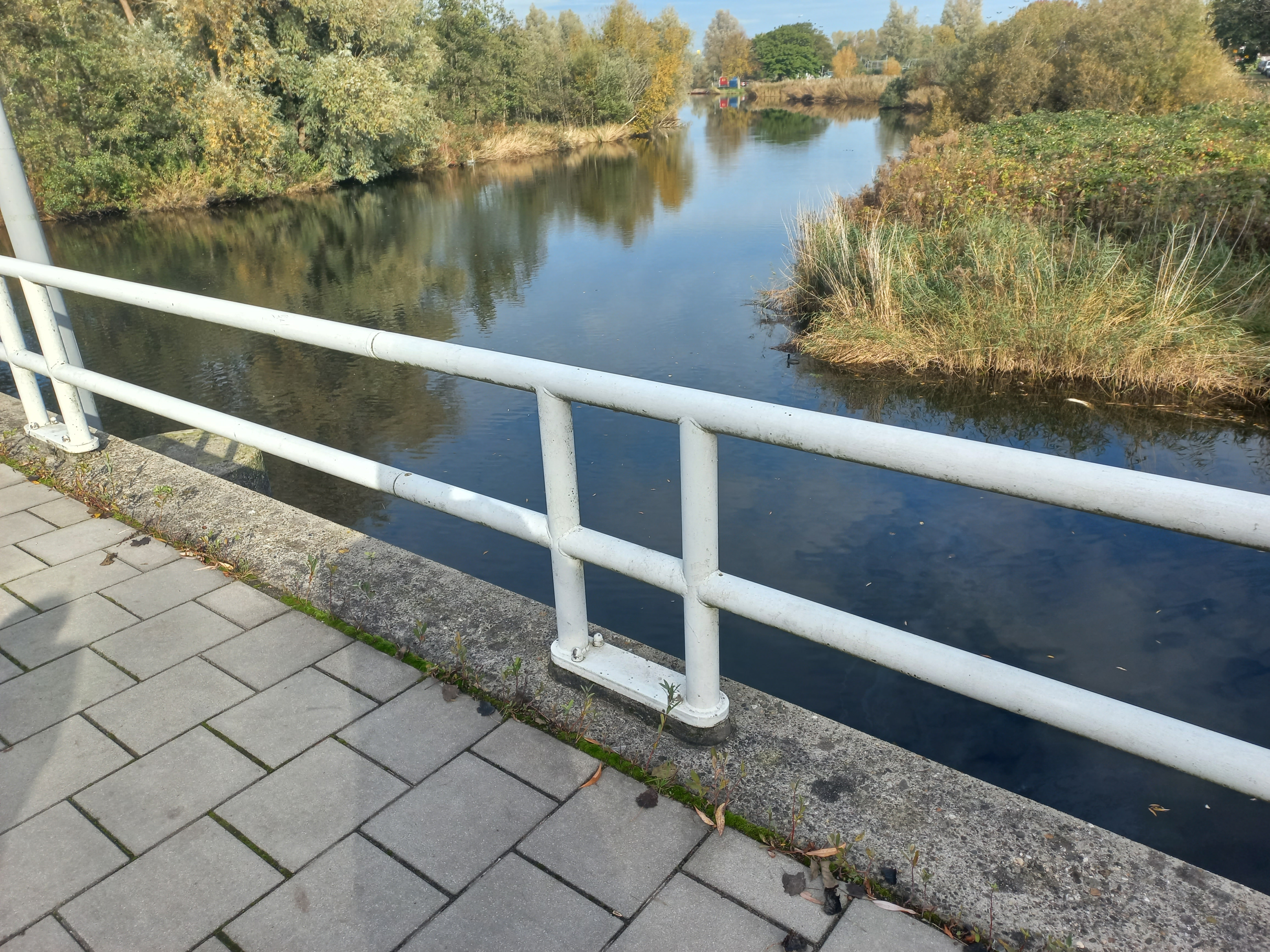
Uitzicht vanaf brug op Nieuwe Gouw (oktober 2022)

<<< · 1701 · 1702 · 1703 · 1704 · 1705 · 1706 · 1707 · 1708 · 1709 ·  1710 · 1711 · 1714 · 1715 · 1716 · 1717 · 1718 · 1719 · 1720 · 1721 · 1722 · 1723 · 1725 · 1726 · 1727 · 1728 · 1729 · 1730 · 1731 · 1732 · 1733 · 1734 · 1735 · 1736 · 1737 · 1738 · 1739 · 1741 · 1742 · 1743 · 1745 · 1746 · 1747 · 1748 · 1749 · 1750 · 1751 · 1752 · 1753 · 1754 · 1755 · 1756 · 1757 · 1764 · 1765 · 1766 · 1767 · 1768 · 1769 · 1770 · 1771 · 1772 · 1773 · 1774 · 1775 · 1776 · 1777 · 1778 · 1779 ·  1780 · 1781 · 1782 · 1783 · 1784 · 1785 · 1786 · 1787 · 1788 · 1791 · 1792 · 1793 · 1794 · 1795 · 1796 · 1797 · 1798 · 1799 · >>>
Brugnummers brug 1712, 1713, 1724, 1740, 1744, 1758, 1759, 1760, 1761, 1762, 1763, 1789, 1790 zijn niet (meer) vergeven.